# Hydrazonová jodace
Hydrazonová jodace je organická reakce, při níž se hydrazon přeměňuje na vinyljodidovou sloučeninu reakcí s jodem a nenukleofilní zásadou, jakou je například 1,8-diazabicyklo(5.4.0)undec-7-en (DBU). Poprvé ji popsal roku 1962 Derek Barton a někdy se tak nazývá Bartonova reakce (i když existuje řada dalších reakcí s tímto názvem) či přesněji Bartonův vinyljodový proces.
V roce 1911 byla popsána reakce hydrazonů s jodem bez použití zásady vedoucí ke vzniku dimerního azinu (molekula 2 na následujícím obrázku).
V původním článku Barton uvedl optimalizaci reakce přidáním silné guanidinové zásady, inverzní adicí hydrazonu na jod a odstraněním vody:
Pokud je jod jako elektrofil nahrazen aromatickým derivátem bromidu selenatého, pak se vytváří odpovídající vinylselenidy:

## Reakční mechanismus
Mechanismus navržený Bartonem vypadá následovně:
Hydrazon je oxidován jodem za vzniku diazosloučeniny jako meziproduktu. Následně jod reaguje jako elektrofil; odstraněním dusíku se poté tvoří jodokarboniový ion. Pokud není místo reakce stericky rušeno, pak může druhý jodid rekombinovat za vzniku dijodidu, jinak vzniká vinyljodid. Za přítomnosti vody může být produktem reakce keton.

## Příklad
Příkladem hydrazonové jodace může být reakce 2,2,6-trimethylcyklohexanonu s hydrazinem a triethylaminem v ethanolu následovaná reakcí hydrazonu s jodem za přítomnosti 2-terc-butyl-1,1,3,3-tetramethylguanidinu (který je levnější než DBU) v diethyletheru při pokojové teplotě.